# راکل کورال
راکل کورال (اسپانیایی: Raquel Corral‎؛ زادهٔ ۱ دسامبر ۱۹۸۰) شناگر موزون اهل اسپانیا است.